# آلبرتو دینز
آلبرتو دینز (انگلیسی: Alberto Dines; ۱۹ فوریهٔ ۱۹۳۲ – ۲۲ مهٔ ۲۰۱۸) روزنامه‌نگار، نویسنده اهل برزیل بود. او فعالیت حرفه‌ای خود را در عرصه روزنامه‌نگاری در سال ۱۹۶۳ آغاز کرد و در زمان فعالیت حرفه‌ای خود، چند مجله در برزیل و پرتغال راه‌اندازی کرد.